# Ревуця (притока Вагу)
Ревуца (словац. Revúca) — річка в Словаччині, ліва притока Вагу, протікає в окрузі Ружомберок.
Довжина — 33 км; площа водозбору 266 км².
Бере початок в масиві Велика Фатра на висоті 1250 метрів на схилі гори Остредок над селом Ліптовське Ревуце. Серед приток — Лужнянка.
Впадає у Ваг на території міста Ружомберок на висоті 475 метрів.